# Junior 3R-197
El Junior 3R-197 fou un microcotxe de tres rodes i 197 cc fabricat per Junior, marca de l'empresa RE.I.NA. de Barcelona, durant els anys 1955 i 1956. Actualment se'n conserva una unitat a Manresa, Bages (data de 1956 i fou matriculat el 1959 a Badajoz, Espanya, amb matrícula BA-11043).

## Característiques tècniques
- Motor: 
  - Posterior, Hispano Villiers d'un cilindre i dos temps
  - Diàmetre x Carrera: 59 x 72 mm
  - Cilindrada: 197 cc
  - Compressió: 6:1
  - Revolucions per minut: 3.300
  - Potència efectiva: 5,5 CV
- Transmissió: 
  - Embragatge: Discs de suro
  - Marxes: 3 cap endavant (més endavant, també marxa enrere)
  - Palanca de canvis: Per selector
  - Relació de velocitats: 1:1; 1,34:1; 2,55:1
- Equipament elèctric: 
  - Instal·lació elèctrica: 12 volts
  - Dinamo: 100 w
  - Bateria: 40 amp/h
  - Enllumenat: 2 fars anteriors amb llum de creuament i far pilot[1]
  - Bugies de grau tèrmic: 80
- Bastidor: 
  - Rodes: 3 (dues al davant i una al darrere)
  - Frens: Tambor per varetes (a les tres rodes, mecànics i de gran diàmetre)[1]
  - Superfície total de frenada: 792 cm2
  - Suspensió: Amortidors hidràulics
  - Pneumàtics: Pirelli[1] 3.50 x 10 (3.00 x 10 els primers)
  - Direcció: Cargol sense fi
  - Diàmetre de gir: 8 metres
- Carrosseria: 
  - Ample de via: 100 cm
  - Batalla: 165 cm
  - Llarg x ample x alt: 250 x 120 x 130 cm
  - Altura del terra: 25 cm
  - Places: 2
- Prestacions i consums: 
  - Dipòsit de combustible: 15 litres
  - Pes: 250 kg
  - Consum: 4 l/100 km
  - Velocitat Màxima: 75 km/h